# Дюлица
Дюлица е село в Южна България. То се намира в община Кирково, област Кърджали.

## География
Село Дюлица се намира в планински район. Основано от двама овчари, които са дошли от Средиземноморието.

## История
Има интересна легенда за произхода на селото. Тя е свързана с големия чинар и овчарят, който построил колиба под него.
| „ | ... „На тоя чинар му викали Свидетелят на времето. И той заслужава това име. На сянката му можеш да разтелеш три хармана сено. Клоните му са същинска малка гора, израснала от един корен. Никой не знае кога и кой го е засадил... Само слухове разнасят белият вятър. Ловец навлязъл в дебрите им, ако не оставял знаци след себе си, никога не можел да излезе от тях. Край шуртящия извор, недалече от чинара, имало малка поляна, нагиздена с хиляди цветя. Щом се запролети, овчарите от бреговете на Бяло море подкарвали стадата си към планината. Един от тях винаги идвал на тази поляна и прекарвал лятото тук, но се чувствал много самотен. Монотонните песни на дъбовите гори наоколо му потискали духа. Смятал, че ако има дърво със светлозелени листа, които да шумят при най-лекия ветрец, ще му се успокои душата. Затова си обещал на следващата пролет да донесе една фиданка чинар. Чинарите не остаряват, си помислил той. На следващата година засадил фиданката над извор. След това си построил и колиба. Изкоренил и всички лопуши от поляната и изградил кошара. Всяко лято идвал тук и се радвал на скачащите около чинара агънца. Оженил се за стройна мома с вежди като полумесец, която му родила деца. Повече овчарят не напуснал тези краища“. | “ |
| откъс от разказа „Всеки край е едно начало“ на писателя Мюмюн Тахир от книгата му „Бране на диви пчели“ | |   |

## Население
Преброяване на населението през 2011 г.
Численост и дял на етническите групи според преброяването на населението през 2011 г.:
|                     | Численост | Дял (в %) |
| Общо                | 273       | 100,00    |
| Българи             | 0         | 0,00      |
| Турци               | 261       | 95,60     |
| Цигани              | 0         | 0,00      |
| Други               | 0         | 0,00      |
| Не се самоопределят | 0         | 0,00      |
| Неотговорили        | 7         | 2,56      |

## Известни личности
Родени в Дюлица
- Мюмюн Тахир (р. 1957), писател и журналист
- Орлин Загоров (Шукри Тахиров; р. 1936), общественик и философ